# La Capilla, Sinaloa
La Capilla är en ort i Mexiko.   Den ligger i kommunen El Fuerte och delstaten Sinaloa, i den västra delen av landet, 1 200 km nordväst om huvudstaden Mexico City. La Capilla ligger 50 meter över havet och antalet invånare är 387.
Terrängen runt La Capilla är platt. Runt La Capilla är det ganska glesbefolkat, med 23 invånare per kvadratkilometer. Närmaste större samhälle är San Blas, 13,7 km söder om La Capilla. I omgivningarna runt La Capilla växer huvudsakligen savannskog.